# RIM-67 Standard
RIM-67 Standard ER (SM-1ER/SM-2ER) là một loại tên lửa đất đối không kiêm chống tàu được phát triển cho Hải quân Mỹ. RIM-67 được phát triển để thay thế cho tên lửa phòng không tầm trung RIM-8 Talos, đã được trang bị cho các tàu chiến của Hải quân Mỹ những năm 1950s, đồng thời nó cũng thay thế cho tên lửa tầm xa RIM-2 Terrier, do nó có kích thước tương tự nhu RIM-2 Terrier nên nó sử dụng chung hệ thống phóng và nạp tên lửa cũ của RIM-2. RIM-66 Standard MR về cơ bản là giống với RIM-67 nhưng không có tầng khởi tốc, dùng để thay thế cho tên lửa tầm ngắn RIM-24 Tartar. Hệ thống tên lửa RIM-66/67 đã tạo nên một hệ thống tên lửa phòng không thống nhất của Mỹ, do đó nó còn có biệt danh là "Standard Missile".
1. ↑  "US Navy: Standard Missile". US Navy. Truy cập ngày 16 tháng 12 năm 2022.